# コルチャ

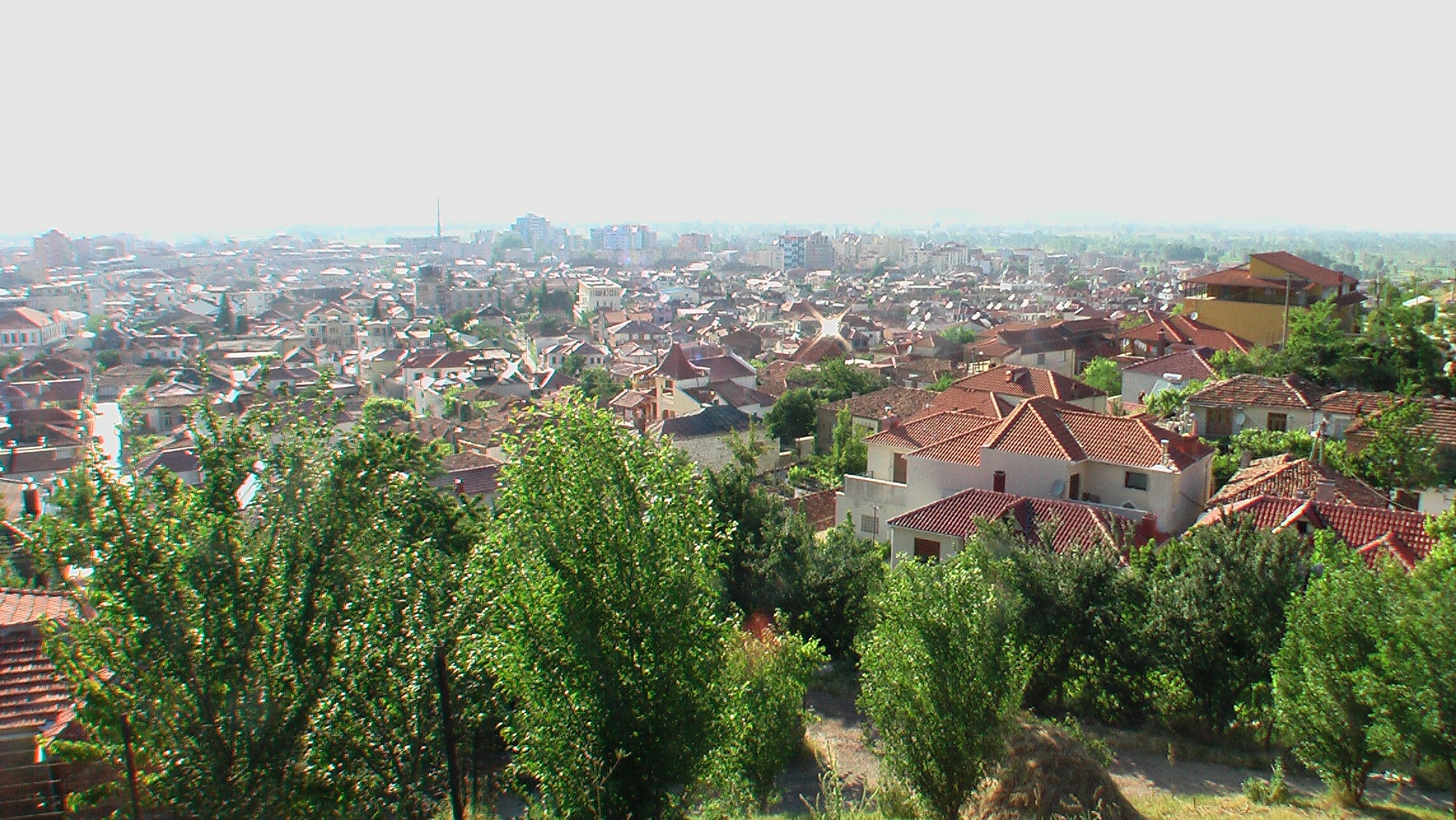

コルチャ（アルバニア語: Korçë / Korça）はアルバニア南東部のコルチャ州、コルチャ県の中心都市である。その位置は北緯40度37分 東経20度46分 / 北緯40.617度 東経20.767度であり、ギリシャとの国境に近い。人口は2008年の推計で57,758人であり、アルバニアで7番目に大きい都市となっている。1989年のアルバニアの国勢調査によると、コルチャ県の人口の97.8%が民族的にアルバニア人であり、マケドニア人が2%、その他は0.2%となっている。

## 歴史
新石器時代の遺跡により、この地域には紀元前4000年から人が居住していたことが示唆されている。銅器時代は紀元前3000年から紀元前2100年まで続き、その後青銅器時代に入った。
町の名前は1280年の書物ではCovizaと記されている。現在の町は、オスマン帝国支配下の15世紀にさかのぼり、イリャズ・ホッジャ（Iljaz Hoxha）がメフメト2世の命令によってコルチャの町を建造した。オスマン帝国による統治は1440年から始まり、コンスタンティノープル包囲におけるイリャズ・ホッジャの功績を称え、ホッジャはイリャズ・ベイ・ミラホル（Iljaz Bey Mirahor）の称号を与えられている。コルチャはオスマン帝国のマナストゥル州（vilayet）の県（sancak、サンジャク）であった。
オスマン帝国によるコルチャの統治は1912年まで続いた。町はギリシャに近かったことから、ギリシャはコルチャの正教徒は全てギリシャ人であると主張し、バルカン戦争における争点のひとつとなった。コルチャは1912年12月6日にギリシャ軍によって占領された。ギリシャによる1913年のアルバニア占領は論争となり、ギリシャはこの地域をギリシャ領の北エピルスの一部であると主張した。しかしながら、民族調査が行われ、その後にコルフ議定書がギリシャとアルバニアの間で1914年に調印されると、この地域は新設された北エピロス自治区の一部とされた。しかし、北エピロス自治区の自治は実現されることはなかった。
ギリシャ軍は第一次世界大戦中の1914年7月10日にコルチャを占領したが、それ以上の拡大はしなかった。実際には、ギリシャによるコルチャ占領は、オーストリア＝ハンガリー帝国のセルビアに対するオーストリア最後通牒を受けたものであった。第一次世界大戦では、コルチャはオーストリア＝ハンガリー帝国、次いで再びギリシャの占領下となり、最終的にフランスによって1916年から1920年まで統治された。終戦後にはコルチャはアルバニア領に復することが国際国境委員会により決定された。
しかし、1918年にはコルチャ共和国が独立を宣言した。この動きはピンドス共和国設立のさきがけとなった。ピンドス共和国はアルーマニア語によるアルーマニア人の国家を目指したものであった。
戦間期においては、コルチャは共産主義の温床となった。後にアルバニアの独裁者となったエンヴェル・ホッジャはコルチャに住み、町のフランス語学校の生徒、そして教師となった。コルチャでの共産主義者の地下活動は、エンヴェル・ホッジャを中心とするアルバニア労働者党となった。
コルチャは他のアルバニアの領土と同様に、1939年からイタリア王国によって占領された。ギリシャ・イタリア戦争が勃発すると、コルチャはギリシャ軍によって1940年11月に占領され、ギリシャの支配下となった。1941年4月、ナチス・ドイツがギリシャを攻撃するまでギリシャ統治は続いた。1943年のイタリアの敗戦の後、町は1944年10月24日までドイツの占領下に置かれた。
この占領の間コルチャは、枢軸国の占領に対する、共産主義者の影響を受けた抵抗運動の拠点となった。共産主義政党であるアルバニア労働者党は1941年に公式に結党を宣言した。1944年にドイツが撤退してから、アルバニアによる統治が回復した。
終戦後、エンヴェル・ホッジャによる独裁政権の時代を、コルチャは他のアルバニアの地域と同様に耐えた。ホッジャは主に富裕層に対して敵対的であったが、彼らの多くはファシストによる占領、ナチス支配に抵抗した人々であった。コルチャからは数千人が強制収容所に送られ、ホッジャ政権に対する敵対を理由に処刑された。数百人の人々がアメリカ合衆国のボストンに移り、以前から同地にあったアルバニア人のコミュニティへと加わった。労働者党による一党支配が終わった1990年、コルチャは、新民主党が全議席を獲得した6つの町のひとつとなった。1991年2月に起こった市民の蜂起によって、エンヴェル・ホッジャの像は倒された。

## 名称
コルチャ（Korça）は、他の言語では異なる名称で呼ばれている。アルーマニア語ではクルチャウア（Curceaua）あるいはコルチャオ（Corceao、ブルガリア語ではコルチャ（Корча / Korcha）あるいはコルチェ（Корче / Korche）、ギリシャ語ではコリツァー（Κορυτσά / Koritsá）、イタリア語ではコリッツァ（Corizza）、マケドニア語ではゴリツァ（マケドニア語: Горица / Gorica）、トルコ語ではギョリジェ（Görice）と呼ばれる。

## 文化
コルチャは数世紀にわたって地域の正教会およびイスラムの信仰の拠点となってきた。コルチャは正教会の府主教座がおかれ、また巨大な15世紀のモスクが建てられた。また、コルチャとその周辺にはベクタシ（Bektashi）のムスリムのコミュニティもあり、その最大の中心はトゥラン・テッケである。
オスマン帝国の統治下では、アルバニア民族覚醒の拠点のひとつとなった。アルバニア語による初の学校が1887年に設立され、またアルバニアで初の女学校が1891年に設立された。

## 教育
コルチャは高等学校によるレベルの高い教育で知られ、特に数学、物理学、化学、外国語の学校がある。コルチャには、
"Shkolla e Mesme e Pergithshme"、"Themistokli Germenji"、"Preca College"、"Gjuhet e Huaja"、"Shkolla Bujqesore"などの学校がある。, 

## 経済
20世紀の間、コルチャでは旧来からの農業と交易に加えて、製造業が発展をみせた。町の周囲に広がる平坦で肥沃な土地はアルバニアの穀物生産の中心となっている。地元の産業にはニットウェア、じゅうたん、繊維、コムギの製粉、醸造、砂糖の精製などがある。周囲の山地では褐炭の採掘もされている。

## スポーツ
1933年にアルバニアのチャンピオンとなったサッカー・クラブ、KSスケンデルベウ・コルチャ（KS Skënderbeu Korçë）がある。

## 関連文献
- N.G.L Hammond, Alexander's Campaign in Illyria, The Journal of Hellenic Studies, pp 4-25. 1974
- James Pettifer, Albania & Kosovo, A & C Black, London (2001, ISBN 0713650168)
- François Pouqueville, Voyage en Morée, à Constantinople, an Albanie, et dans plusieurs autres parties de l'Empire othoman, pendant les années 1798, 1799, 1800 et 1801. (1805)
- T.J. Winnifrith Badlands-Borderlands A History of Northern Epirus/Southern Albania (2003)